# 以利亚·潘恩
以利亚·潘恩（英語：Elijah Paine，1757年1月21日—1842年4月28日）是佛蒙特州最高法院法官、佛蒙特州联邦参议员和佛蒙特联邦地区法院联邦法官。

## 早年教育及职业生涯
潘恩1757年1月21日出生于英属美洲康涅狄格殖民地布鲁克林。潘恩就读于公立学校，并于1776年至1777年美国独立战争期间在大陆军服役。1781年，他从哈佛大学取得文学学士学位，后于1784年学习法律。他后来取得了律师资格，并于1784年至1787年间在佛蒙特州温莎私人执业。他还曾在佛蒙特州威廉斯敦经营农场并建立定居点。此外他还在佛蒙特州诺斯菲尔德建立了一家布厂以及一家锯木厂和磨坊。他于1786年担任佛蒙特州制宪会议秘书。他于1787年至1789年担任佛蒙特共和国众议院议员。1788年至1791年间，他担任佛蒙特州伦道夫地区遗嘱认证法院法官。而在1791年至1793年间，他担任佛蒙特州最高法院法官。1793年，潘恩竞选佛蒙特州第二国会选区联邦参议员席位，最终以远远落后于反联邦党议员纳撒尼尔·奈尔斯的结果位居第二。

## 国会生涯
潘恩于1794年当选为佛蒙特州联邦参议员，后于1800年以联邦党人的身份再度当选。他于1795年3月4日至1801年9月1日任职，之后辞职接受联邦司法职位。

## 联邦司法生涯
潘恩于1801年2月24日被约翰·亚当斯总统提名接替塞缪尔·希契科克空出的美国佛蒙特联邦地区法院法官职位。他于1801年2月25日得到美国参议院的批准，并于1801年3月3日正式获得任命。1842年4月1日，潘恩因辞职而终止其任期。

### 其他职务
在担任联邦司法职务的同时，潘恩还于1815年至1842年间担任佛蒙特州威廉斯敦的邮政局长。

## 逝世
潘恩于1842年4月28日在威廉斯敦逝世。

## 家庭
以利亚·潘恩是塞思·潘恩的儿子，他与新罕布什尔州普利茅斯的莎拉·波特结婚。这对夫妇共有四个儿子，他们分别是著名医生马丁·潘恩、纽约最高法院法官小以利亚·潘恩、著名律师乔治·潘恩以及1841年至1843年任佛蒙特州州长的查尔斯·潘恩。 

## 会员资格
潘恩于1812年获选美国文理科学院院士，1813年又获选美国古物学会会员。